# BFC Phönix
Der BFC Phönix war ein Fußballverein aus Berlin. Er war einer der 86 Gründungsvereine des Deutschen Fußball-Bundes.

## Geschichte
Der BFC Phönix wurde 1893 gegründet und spielte 1893/94 in der Zweiten Klasse des Deutschen Fußball- und Cricket Bundes (DFuCB). Später trat er dem Verband Deutscher Ballspielvereine (VDB) bei, erreichte allerdings nicht dessen höchste Spielklasse. Auf der Gründungsversammlung des Deutschen Fußball-Bunds wurde er durch den VDB-Vorsitzenden Fritz Boxhammer vertreten. Am 25. März 1903 fusionierte der BFC Phönix mit dem BFC Burgund 1896, der ebenfalls dem VDB angehörte, zum Berliner FC Deutschland. Über dessen weitere Geschichte ist nichts bekannt.